# Токари (платформа)
Токари (бел. Такары́) — остановочный пункт электропоездов в Бобруйском районе (Могилёвская область, Белоруссия).
Расположен между остановочными пунктами Ясень и Кветка (отрезок Осиповичи — Жлобин железнодорожной линии Минск — Гомель). 
Примерное время в пути со всеми остановками от ст. Минск-Пассажирский — 2 ч. 51 мин.; от ст. Осиповичи I — 32 мин., от ст. Жлобин — 1 ч. 54 мин.
Ближайший населённый пункт — деревня Старинки (расположена примерно в 1 км к северу от остановочного пункта). Кроме того, недалеко от платформы расположены несколько садоводческих товариществ.
Билетная касса в здании платформы отсутствует; билет на проезд можно оплатить у кассиров (электропоезда на данном участке сопровождаются кассирами) или приобрести онлайн.